# وليام بوليدو
وليام بوليدو (بالإنجليزية: William Pulido)‏ ولد بتاريخ 23 فبراير 1965 في كولومبيا، هو دراج كولومبي سابق.

## روابط خارجية
- وليام بوليدو على موقع أرشيف الدراجات (الإنجليزية)
- وليام بوليدو على موقع إحصائيات الدراجات الإحترافية (الإنجليزية)
- وليام بوليدو على موقع CycleBase (الإنجليزية)